# جيمس ويفر

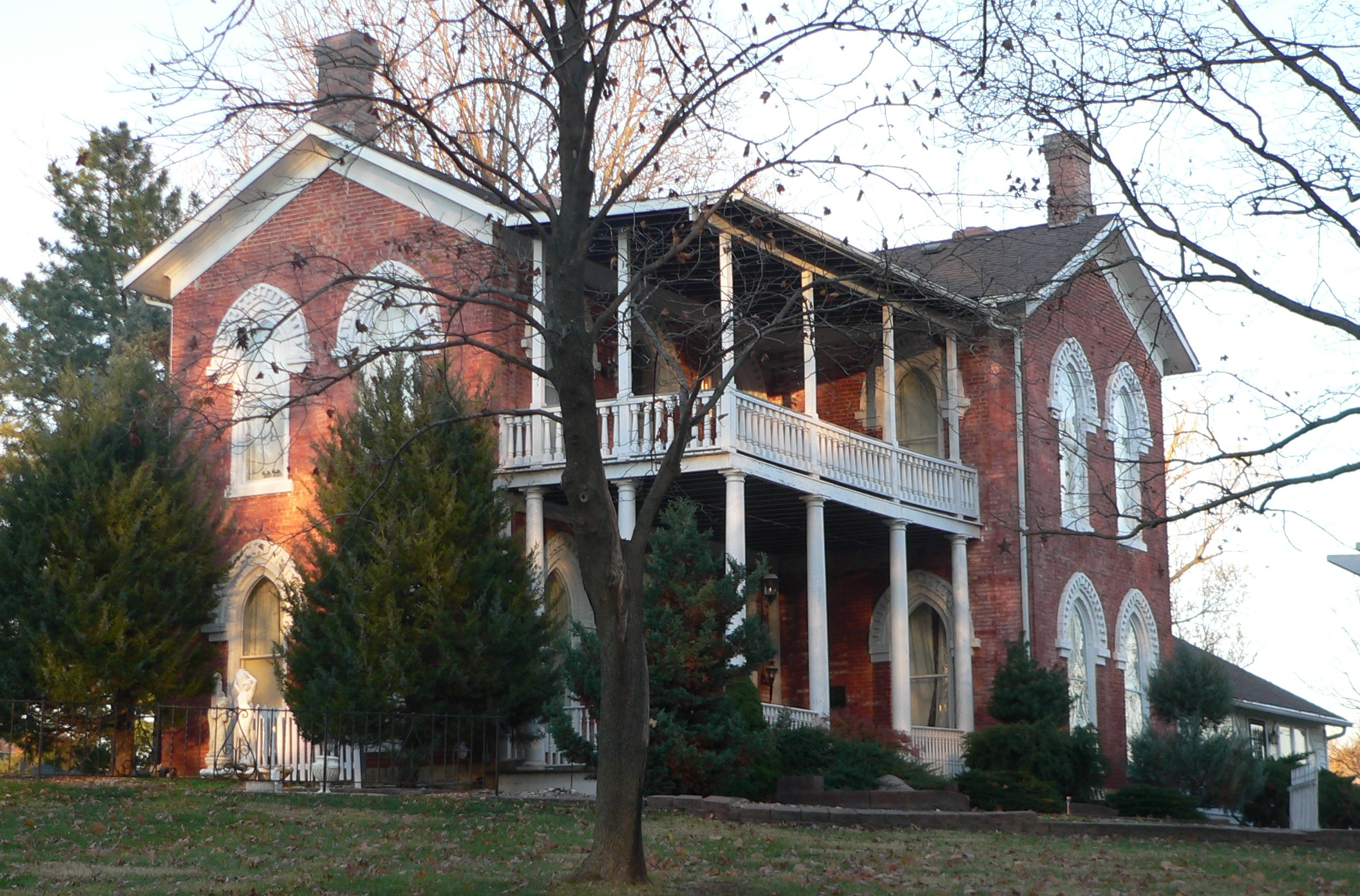
منزل ويفر ، الذي بُني في عام 1867 في بلومفيلد.

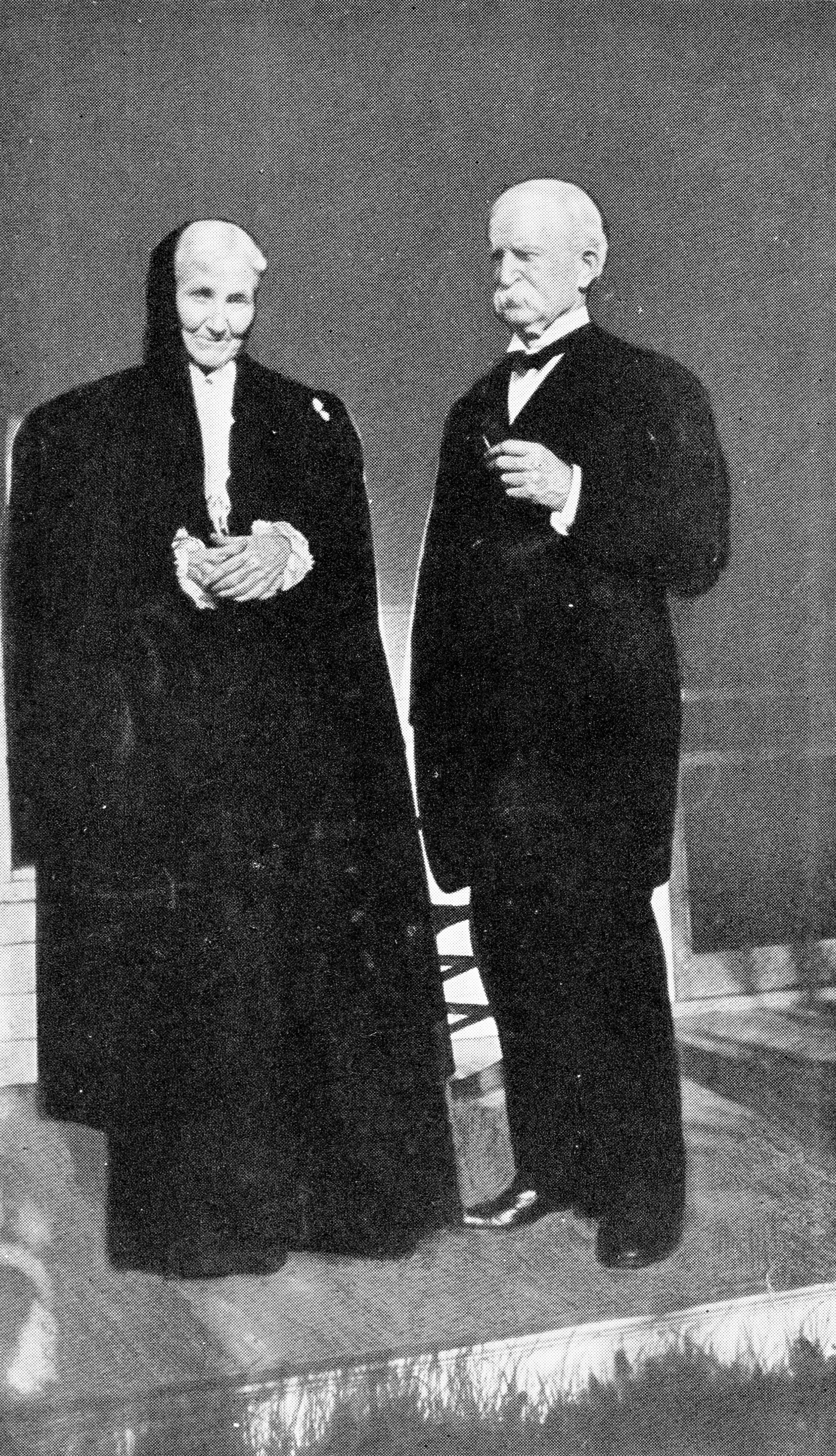

جيمس بيرد ويفر  (بالإنجليزية: James B. Weaver)(12 يونيو 1833 - 6 فبراير 1912) كان عضوا في مجلس النواب بالولايات المتحدة والمرشح لمرتين لمنصب رئيس الولايات المتحدة. ولد في ولاية أوهايو، وانتقل إلى ولاية ايوا عندما كان صبيا عندما ادعت عائلته منزل على الحدود. أصبح عضوا نشطا سياسيا عندما كان شابا، وكان مدافعا عن المزارعين والعمال. التحق وترك العديد من الأحزاب السياسية في تعزيز أسباب التقدمية التي كان يعتقدها. بعد أن خدم في جيش الاتحاد في الحرب الأهلية الأمريكية، عاد ويفر إلى ولاية ايوا، وعمل لانتخاب مرشحي الحزب الجمهوري. بعد عدة محاولات غير ناجحة في ترشيحات الجمهوريين لمختلف المناصب، في عام 1877 تحول ويفر إلى حزب الدولار الأمريكي، الذي أيد زيادة المعروض النقدي وتنظيم الأعمال التجارية الكبيرة. ونتيجة لحزب الدولار الأمريكي يدعم الديمقراطي، فاز ويفر بالانتخابات لمجلس النواب في عام 1878 .

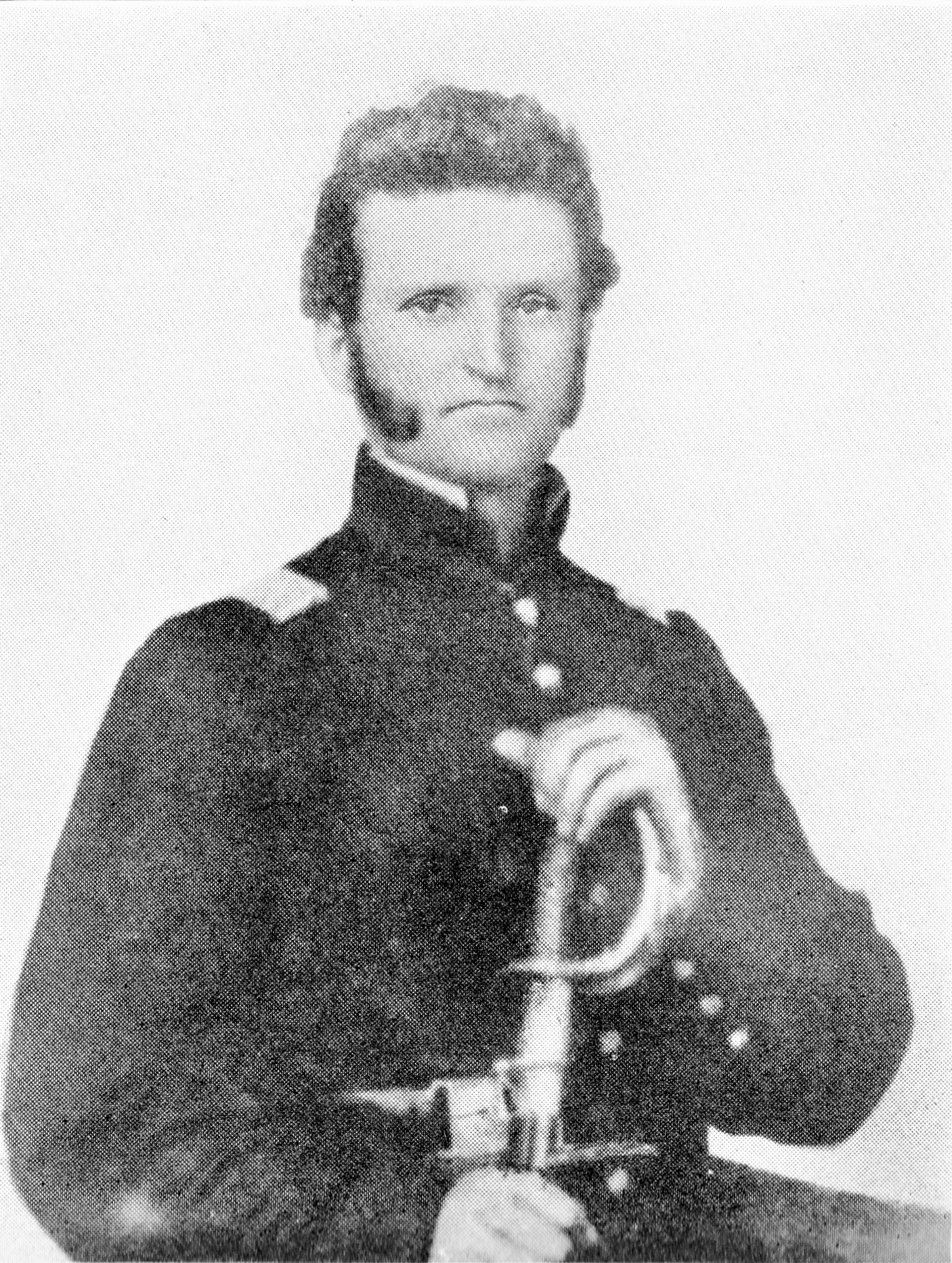
الملازم جيمس ويفر

## روابط خارجية
- جيمس ويفر على موقع الموسوعة البريطانية (الإنجليزية)
- جيمس ويفر على موقع إن إن دي بي (الإنجليزية)